# CAdES (informática)
CAdES (CMS Advanced Electronic Signatures o Firmas Electrónicas Avanzadas CMS) es un conjunto de extensiones a datos firmados de Sintaxis de Mensaje Encriptado (CMS)  haciéndolo idóneo para firmas electrónicas avanzadas.

## Descripción
CMS es un marco general para la firma electrónica de diversos tipos de transacciones, como solicitudes de compra, contratos o facturas. CAdES especifica perfiles precisos de los datos firmados por el CMS, lo que lo hace compatible con el reglamento europeo eIDAS (Reglamento sobre identificación electrónica y servicios de confianza para las transacciones electrónicas en el mercado interior). El reglamento eIDAS mejora y deroga la Directiva sobre firmas electrónicas 1999/93/CE. El EIDAS es jurídicamente vinculante en todos los Estados miembros de la UE desde julio de 2014. Una firma electrónica creada de conformidad con el eIDAS tiene el mismo valor legal que una firma manuscrita.
Una firma electrónica, técnicamente implementada basada en CAdES tiene el estado de una firma electrónica avanzada.